# Dell PowerEdge

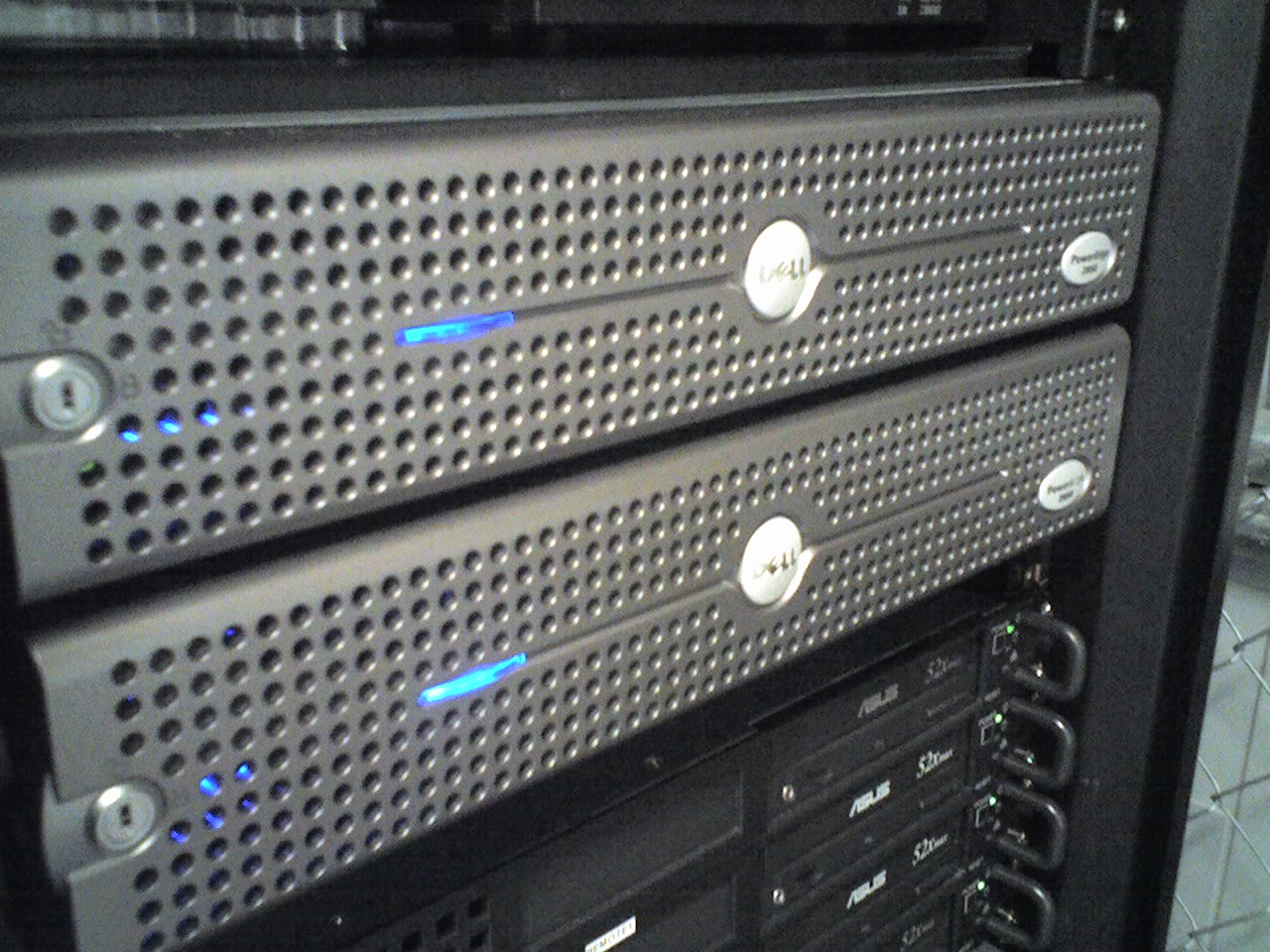
Serveurs PowerEdge 2850 en rack.

PowerEdge est le nom de la gamme de serveurs du constructeur informatique Dell.
Cette gamme représente 15 % du chiffre d'affaires global de Dell en 2007, l'année du lancement de plusieurs nouveaux modèles.
Les serveurs PowerEdge existent au format tour, rack ou lame. La plupart des PowerEdge sont basés sur l'architecture x86, mais Dell a développé des systèmes à base d'Itanium (abandonné en 2005).  

## Principaux modèles
- 1850 1U
- 1950 1U
- 2600 5U
- 2650 2U
- 2800 5U
- 2850 2U
- 2950 2U
- 2970 (2 sockets AMD/2U)
- R210 1U
- R300, R310 (1 socket/1U)

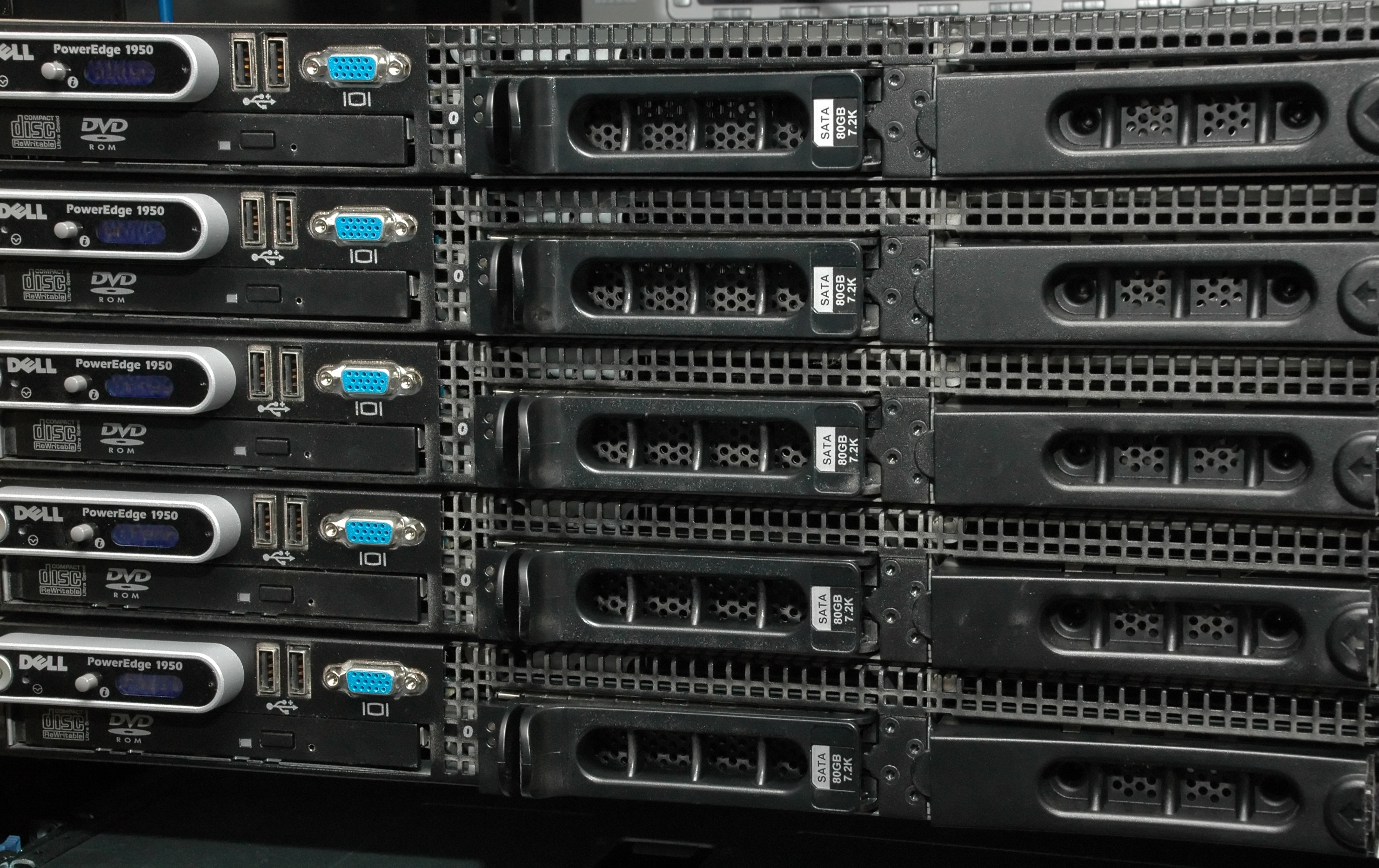
Serveurs 1950 en rack (2008)

- R400, R410, R420, R430, R440 (2 sockets/1U)
- R600, R610, R620, R630, R640 (2 sockets/1U)
- R710, R715 (AMD), R730 (2 sockets/2U)
- R900, R910 (4 sockets/4U)
- M600, M605 (AMD), M610, M620 (lame)
- M820, M910 (lame)
- PowerEdge VRTX